# 瓦納庫尼山 (南永加斯省)
16°27′47″S 67°52′20″W / 16.46306°S 67.87222°W
瓦納庫尼山（Wanakuni），是玻利維亞的山峰，位於該國西部拉巴斯省的南永加斯省，屬於安第斯山脈中玻利維亞瑞阿爾山脈的一部分，海拔高度4,944米。